# Света Катерина (Киев)
„Света Катерина“ (на украински: Кірха Святої Катерини) е църква в Киев, Украйна, принадлежаща на Немската евангелско-лутеранска църква.
Изграждането на църквата започва през 1855 г. и завършва две години по-късно. През 1938 година църквата е затворена. По времето на комунизма, църквата е предадена на лутеранската общност.